# Aguiarnópolis
Aguiarnópolis est une municipalité brésilienne située dans l'État du Tocantins.